# Rituals: Live in Japan
Rituals: Live in Japan est un album de Painkiller enregistré en public et paru sur le label Toy's Factory  en 1992. Il s'agit de l'enregistrement d'un concert à La Mama, à Tokyo, le 26 septembre 1991. Haino Keiji est invité sur quelques titres.

## Titres
|       | Premier set                |      |
| 1.    | Sound Check                | 1:52 |
| 2.    | First Blood                | 1:50 |
| 3.    | Five Doors                 | 0:03 |
| 4.    | Cinnabar                   | 3:29 |
| 5.    | Pestilence                 | 6:13 |
| 6.    | The Hex                    | 0:22 |
| 7.    | Snake Eyes                 | 2:48 |
| 8.    | Poisonous Visions          | 2:28 |
| 9.    | Vapors Of Phlegm And Blood | 0:54 |
| 10.   | Tetragrammaton             | 6:25 |
|       | Deuxième set               |      |
| 11.   | Prophecy                   | 5:12 |
| 12.   | Tantric Bile               | 0:18 |
| 13.   | The Sieve                  | 2:19 |
| 14.   | Abscesses                  | 7:29 |
| 15.   | Cat's Cradle               | 6:42 |
| 16.   | Demonic Possession         | 2:49 |
| 17.   | Tokyo Lucky Hole           | 3:01 |
| 63:34 |                            |      |

## Personnel
- Mike Harris - batterie, voix
- Bill Laswell - basse
- John Zorn - saxophone alto, voix

Invité :
- Haino Keiji - guitare, vocal(9, 10, 15, 16,17)